# Camille Polonceau
Jean-Barthelémy Camille Polonceau, född 1813 i Chambéry, död 21 september 1859 i Viry-Châtillon, var en fransk ingenjör. Han var son till Antoine-Rémy Polonceau.
Polonceau var järnvägsingenjör och blev efterhand direktör för flera järnvägsbolag. Han införde olika förbättringar vad gäller rullande materiel. Han uppfann även det efter honom uppkallade, vid takkonstruktion ofta använda, "ferme Polonceau". Tillsammans med Auguste Perdonnet utgav han det på sin tid mycket kända verket Portefeuille de l’ingénieur des chemins de fer (tre band, 1843, ny upplaga 1859 ff.). Hans namn tillhör de 72 som är ingraverade på Eiffeltornet.